# Allegro en do majeur, KV 5a (Mozart)
L'Allegro pour clavier en do majeur, KV 9a/5a, est une brève pièce, composée par Wolfgang Amadeus Mozart à Salzbourg probablement en 1764, quand il avait seulement huit ans. Ce morceau de musique est la onzième composition de Mozart, et il se trouve dans le Nannerl Notenbuch, un petit cahier que Leopold Mozart, le père de Wolfgang, employait pour enseigner la musique à ses enfants. La pièce a été mise par écrit par Leopold, car le petit Wolfgang était trop jeune pour savoir écrire la musique.   

## Description
C'est une pièce courte, comprenant seulement quarante-quatre mesures, et écrite dans la tonalité de do majeur et jouée à . Elle est habituellement interprétée au clavecin, mais on peut la jouer sur d'autres instruments à clavier.

## Analyse
Comme l'indique le tempo, c'est une pièce rapide et vive.  C'est la première composition de Mozart dans laquelle est utilisée la basse d'Alberti dans l'accompagnement.
Le début de la pièce :